# Boussières-sur-Sambre
Boussières-sur-Sambre é uma comuna francesa na região administrativa de Altos da França, no departamento do Norte. Estende-se por uma área de 3.28 km². Em 2010 a comuna tinha 533 habitantes (densidade: 162,5 hab./km²).